# IC 2432
IC 2432 ist eine Spiralgalaxie mit aktivem Galaxienkern vom Hubble-Typ Sab im Sternbild Wasserschlange südlich der Ekliptik. Sie ist schätzungsweise 441 Mio. Lichtjahre von der Milchstraße entfernt und hat einen Durchmesser von etwa 65.000 Lj.
Das Objekt wurde am 23. März 1900 von Stéphane Javelle entdeckt.